# آنتوان برنه
آنتوان برنه (انگلیسی: Antoine Bernède؛ زادهٔ ۲۶ مهٔ ۱۹۹۹) بازیکن فوتبال اهل فرانسه است.
از باشگاه‌هایی که در آن بازی کرده‌است می‌توان به باشگاه فوتبال پاری سن ژرمن و باشگاه فوتبال ردبول زالتسبورگ اشاره کرد.
وی همچنین در تیم‌های ملی فوتبال France national under-16 football team، زیر ۱۷ سال فرانسه، زیر ۱۸ سال فرانسه، زیر ۱۹ سال فرانسه، زیر ۲۰ سال فرانسه، و زیر ۲۱ سال فرانسه بازی کرده‌است.